# Henry M. Ridgely
Henry Moore Ridgely, född 6 augusti 1779 i Dover, Delaware, död 6 augusti 1847 i Dover, Delaware, var en amerikansk politiker. Han representerade delstaten Delaware i båda kamrarna av USA:s kongress, först i representanthuset 1811-1815 och sedan i senaten 1827-1829. Han var först federalist och senare demokrat.
Ridgely studerade juridik och inledde 1802 sin karriär som advokat i Dover. Han blev invald i USA:s representanthus i kongressvalet 1810. Han omvaldes två år senare men bestämde sig för att inte ställa upp för omval i kongressvalet 1814. Han var delstatens statssekreterare (Secretary of State of Delaware) 1817-1827. Han efterträdde 1827 Daniel Rodney som senator för Delaware. Senator Ridgely efterträddes två år senare av John M. Clayton.
Ridgely avled 1847 och gravsattes på Christ Episcopal Church Cemetery i Dover, Delaware.